# 孙书云
孙书云，（英語：Sun Shuyun，1963年—）。旅英華人獨立製片人，作家。她製作的紀錄片包括《半邊天》、1421: the year China discovered America?、A Year in Tibet（《西藏一年》）、Marco Polo - A Very Modern Journey，其中《西藏一年》被美加法德等國40多個電視台播放。她的著作包括Ten Thousand Miles Without a Cloud（中譯本《萬里無云》）、The Long March、A Year in Tibet（中譯本《西藏一年》），其中《萬里無云》、The Long March被譯成多國語言。

## 家庭
孙书云的祖母是虔誠的佛教徒。孙书云的父親16歲參加革命，打日本人，參加了長征，國共內戰與抗美援朝，1942年加入共產黨。文革使孙书云的父親對共產主義的堅定信念開始動搖。他1997年去世時，遺言是穿深藍色的毛裝埋葬。

## 生平
孙书云1963年出生，中國北京大學英語系畢業，英國牛津大學聖安東尼學院國際關係學位（MPhil）。
她於1995年第一次獨立導演紀錄片《半邊天》，當時正值1995年世界婦女大會，她從中國一家四代女人的生活的變化來反映中國婦女在過去一百年裡的經歷。該片由英國公司投資，整個製作團隊都是中國人。該片獲得1995年日內瓦「環球南北電視大獎」的最佳紀錄片獎。
孙书云表示，會當紀錄片的導演，是因為她喜歡突破框架的束縛，又有很強的好奇心，拍紀錄片給了她這樣的機會。她把「向西方人傳遞一個真實的中國」當成自己的職責。
她於2003年出版玄奘西行之路的遊記 Ten Thousand Miles Without a Cloud，2004年出版中譯本《萬里無云》，中譯本由諾貝爾經濟學獎得主阿馬蒂亞·庫馬爾·森作序。本書廣獲好評，並被譯成德、法、義、日、韩等文字出版。
她製作的記錄片《1421: the year China discovered America?》於2004年在美國公共電視網(PBS)播出。
她於2006年3月13日在英國出版第二本書The Long March（《長征》），描述她重訪紅軍長征路線的見聞。本書被翻成德、法、意、西班牙、葡萄牙、韓語等多種語言。她訪問了40餘位長征的親歷者，希望將這個「建國神話」還原成更接近真實的歷史。本書描述長征的英雄不是中共宣傳的毛澤東或紅軍將領，而是普通人。
她拍攝的記錄片 A Year in Tibet（《西藏一年》）記錄了江孜古城區法師、農民、僧人、干部、醫生、老板、三輪車夫、包工頭等各類人群的生活。該片於2008年在英國廣播公司(BBC)首播，幾乎所有的報紙都評價說，這是一個真實、美麗、動人的片子。此後，《西藏一年》又被美加法德等40多個國家和地區的主流電視台訂購與播放。該片2009年7月27日起在中國中央電視台播出。孫書云2008年以英文出書 A Year in Tibet，
《西藏一年》2010年出版正體字版，2012年出版簡體字版。
她擔任紀錄片 Marco Polo - A Very Modern Journey 的執行製作人。該片重溯馬可波羅的旅程，由半島電視台英語台與香港鳳凰衛視聯合製作，於2014年8月播出。
孫書云是英國智庫Institute for Strategic Dialogue的中國資深顧問。

## 作品

### 書籍
- Sun Shuyun. . HarperCollins. 2003年  [2013-11-13]. （原始内容存档于2014-01-03）.
- 书云. . 经济日报出版社. 2004年  [2013-11-13]. ISBN 978-7-80180-377-1. （原始内容存档于2014-09-24）.
- Sun Shuyun. . HarperCollins. 2006年  [2013-11-13]. ISBN 978-0-00-719479-7. OCLC 474726975. （原始内容存档于2015-03-21）.
- Sun Shuyun. . Harper Press. 2008年  [2013-11-13]. ISBN 978-0-00-728879-3. （原始内容存档于2014-01-03）.

### 記錄片
- Sun Shuyun.  (VHS). EOS Films for Channel Four. 2000年. OCLC 223235140.
- Director: David Wallace; Producer: Sun Shuyun; Writer: William Cran.  (DVD). A Paladin Invision production for Penguin Television in association with PBS. 2005年. OCLC 225119925.
- Sun Shuyun.  (DVD). Amsterdam: Memphis Belle. 2009年. OCLC 516467500.

## 外部連結
- . Hong Kong: Time Out. Oct 15, 2008  [2013-11-13]. （原始内容存档于2013-11-13）.